# BC Pfalz 86

Ansichten zu PfalzB nach Blatt 026

Der Pfälzische BC nach Blatt 026 (nach DRG-Gattungskonventionen als BC Pfalz 86 zu führen) war ein zweiachsiger Abteilwagen, der die 2. und 3. Klasse führte. Ursprünglich wurde er als AB gebaut und 1907 zum BC umgebaut.

## Konstruktive Merkmale

### Untergestell
Der Rahmen der Wagen war komplett aus Eisenprofilen aufgebaut. Die äußeren Längsträger hatten die Form eines liegenden U, dessen Flansche nach außen gerichtet waren. Als Zugeinrichtung hatten die Wagen Schraubenkupplungen nach VDEV, die Zugstange war durchgehend und mittig gefedert. Als Stoßeinrichtung besaßen die Wagen Stangenpuffer mit einer Einbaulänge von 650 mm, die Pufferteller hatten einen Durchmesser von 370 mm, der Pufferstand betrug 1.040 mm.

### Laufwerk
Die Wagen hatten genietete Fachwerkachshalter aus Flacheisen mit der kurzen, geraden Bauform. Gelagert waren die Achsen in geteilten Gleitachslagern. Die Räder hatten Speichenradkörper und einen Raddurchmesser von 1.014 mm. Die Federung bestand aus einer langen, mehrlagigen Feder, die mit einfachen Laschen in den Federböcken befestigt waren. Die Wagen besaßen Lenkachsen des Typ A4.
Handbremsen im hochgesetzten Bremserhaus wirkten auf alle Räder beidseitig. Laut Verzeichnis von 1913 waren die Wagen mit Druckluftbremsen der Bauart Schleifer ausgestattet.

### Wagenkasten
Das Wagenkastengerippe bestand aus einem hölzernen Ständerwerk. Es war außen mit Blech und innen mit Holz verkleidet. Die Seitenwände waren an den Unterseiten leicht eingezogen. Die Wagen besaßen ein flach gewölbtes Dach mit aufgesetztem Laternendach (Oberlichtdach). Die Wagen hatten ein hochgesetztes, geschlossenes Bremserhaus, welches beidseitig zugänglich war und der bayerischen Bauform entsprach.
Der Innenraum hatte insgesamt vier Abteile. In der Wagenmitte befanden sich – Rücken an Rücken – die beiden Aborte, die jeweils vom daneben liegenden Abteil sowie von außen zugänglich waren. An der Seite des Bremserhauses befanden sich die beiden Abteile der 2. Klasse mit insgesamt 15 Sitzplätzen (als 1. Klasse mit 7 Sitzen), auf der anderen Wagenseite die beiden Abteile der 3. Klasse mit 19 Sitzen. Die Abteile der 2. Klasse besaßen Polstersitze, die der 3. Klasse Lattenbänke.
Zur Beheizung verfügten die Wagen über eine Dampfheizung.
Die Beleuchtung erfolgte durch Gas. Der Vorratsbehälter mit einem Volumen von 780 Litern hing in Wagenlängsrichtung am Rahmen.

## Bemerkung
Laut Verzeichnis von 1913 wurden die Wagen 1907 umgebaut.

## Wagennummern
| Herstelldaten | Herstelldaten | Herstelldaten | Wagennummern je Epoche (mit Direktionsangaben) Gattungszeichen | Wagennummern je Epoche (mit Direktionsangaben) Gattungszeichen | Wagennummern je Epoche (mit Direktionsangaben) Gattungszeichen | Wagennummern je Epoche (mit Direktionsangaben) Gattungszeichen | Wagennummern je Epoche (mit Direktionsangaben) Gattungszeichen | Fahrwerk        | Fahrwerk   | Fahrwerk                  | Ausstattung               | Ausstattung               | Ausstattung | Ausstattung                  | Ausstattung          | Ausstattung          | Ausstattung          | Zusatzinfos     | Zusatzinfos     | Zusatzinfos     | Zusatzinfos                     |
| Bau- jahr     | Her- steller  | Anz.          | ab 1875                                                        | ab 1909 (1907)                                                 | Rep. (1919)                                                    | DR (ab 1923)                                                   | DRG (ab 1930)                                                  | Brem- sen       | Anz. Achs. | LA.                       | Bl.                       | Hz.                       | Anz. Abort  | Anz. Sitze je Klasse         | Anz. Sitze je Klasse | Anz. Sitze je Klasse | Anz. Sitze je Klasse | Signal- halter  | Signal- halter  | Signal- halter  | Bemerkung                       |
| Blatt-Nr. 026 | Blatt-Nr. 026 | Blatt-Nr. 026 | AB                                                             | BC                                                             |                                                                | BC Bay 86                                                      |                                                                | (siehe Legende) |            | (siehe jeweilige Legende) | (siehe jeweilige Legende) | (siehe jeweilige Legende) |             | 1.                           | 2.                   | 3.                   | 4.                   | (siehe Legende) | (siehe Legende) | (siehe Legende) | Beschaffung für die Ludwigsbahn |
| ------------- | ------------- | ------------- | -------------------------------------------------------------- | -------------------------------------------------------------- | -------------------------------------------------------------- | -------------------------------------------------------------- | -------------------------------------------------------------- | --------------- | ---------- | ------------------------- | ------------------------- | ------------------------- | ----------- | ---------------------------- | -------------------- | -------------------- | -------------------- | --------------- | --------------- | --------------- | ------------------------------- |
| 1886          |               | 1             | 5044                                                           | 5044                                                           |                                                                |                                                                | 31 837–31 841                                                  | BrH, Sbr        | 2          | A4                        | G                         | D                         | 2           |                              | 15                   | 19                   |                      |                 |                 |                 |                                 |
| 1886          |               | 6             | 8501-8506                                                      | 8501-8506                                                      |                                                                |                                                                | 31 837–31 841                                                  | BrH, Sbr        | 2          | A4                        | G                         | D                         | 2           |                              | 15                   | 19                   |                      |                 |                 |                 |                                 |
| 1886          |               | 1             | 8507                                                           | 8507                                                           |                                                                |                                                                | 31 837–31 841                                                  | BrH, Sbr        | 2          | A4                        | G                         | D                         | 2           | abweichend 6.000 mm Radstand | 15                   | 19                   |                      |                 |                 |                 |                                 |
| 1886          |               | 3             | 8508-8510                                                      | 8508-8510                                                      |                                                                |                                                                | 31 837–31 841                                                  | BrH, Sbr        | 2          | A4                        | G                         | D                         | 2           |                              | 15                   | 19                   |                      |                 |                 |                 |                                 |

Quelle: